# Mike Tomlin
Michael „Mike“ Pettaway Tomlin (* 15. März 1972 in Newport News, Virginia) ist ein US-amerikanischer American-Football-Trainer. Er ist seit 2007 Head-Coach der Pittsburgh Steelers in der National Football League (NFL).

## Karriere
Tomlins aktive Karriere beschränkte sich auf High-School- und College-Football. Er war als Wide Receiver und Tight End aktiv. Nach seinem Highschoolabschluss wechselte er ans College of William & Mary, wo er vier Jahre aktiv war. Mike Tomlin kam nie in einen NFL Draft und spielte auch nie für ein NFL-Team.
Mit 23 Jahren begann er seine Trainerkarriere bei den Virginia Military Institute Keydets. Zwei Jahre später verpflichtete ihn die Arkansas State University als Trainer für ihre Defensive Backs. Nach zwei weiteren Spielzeiten übernahm er die gleiche Funktion an der University of Cincinnati.
Die Tampa Bay Buccaneers ermöglichten Tomlin 2001 als Trainer der Defensive Backs den Sprung in die NFL. In seinen fünf Spielzeiten als Trainer stellten die Buccaneers zweimal statistisch gesehen die beste Defense. 2003 besiegte das Team die Oakland Raiders im Super Bowl XXXVII, die Defense der Buccaneers fing in dieser Partie fünf Interceptions für drei Touchdowns. Drei Jahre später holte der neue Trainer der Minnesota Vikings, Brad Childress, Tomlin als Defensive Coordinator zu den Vikings.
Im Januar 2007 verpflichteten die Pittsburgh Steelers Tomlin als neuen Head Coach, wo er Bill Cowher ablöste. Er war der erst zehnte Afro-amerikanische Head Coach der NFL. Tomlin formte die Steelers ziemlich schnell, bereits in seiner ersten Saison stellten die Steelers die beste Defense der NFL. Während er 2007 noch in den Play-offs scheiterte, erreichte er nach der Saison 2008 mit seinem Team den Super Bowl XLIII. Die Steelers besiegten die Arizona Cardinals und kürten Tomlin zum jüngsten Super-Bowl-Winning-Head-Coach in der Geschichte der NFL.
Vor Beginn der Saison 2010 verlängerte Mike Tomlin seinen Vertrag um weitere drei Jahre. Die Regular Season schlossen die Steelers als zweitbestes Team der American Football Conference (AFC) ab und zogen nach zwei Siegen in den Play-offs in den Super Bowl XLV ein. Damit wurde Mike Tomlin der jüngste Head Coach in der Geschichte der NFL mit zwei Endspiel-Teilnahmen, wovon er allerdings nur das erste gewann, im Super Bowl XLV unterlagen die Steelers den Green Bay Packers.
Nach zwei Super-Bowl-Teilnahmen in drei Jahren konnten Tomlin und die Steelers allerdings nicht mehr an diese Erfolge anknüpfen. Zwar wurden 2011 und 2014–2017 noch die Playoffs erreicht, jedes Mal scheiterten die Steelers jedoch spätestens in der Divisional Round. In den Jahren 2018 und 2019 wurden die Playoffs sogar verpasst, beide Male wurden die Steelers zweiter in der AFC North hinter den Baltimore Ravens.